# I (켄드릭 라마의 노래)
"i"는 미국의 힙합 가수 켄드릭 라마의 3번째 정규 음반인 To Pimp a Butterfly의 타이틀 곡이자 2014년 9월 23일 발매한 싱글이다. 이 노래는 미국의 R&B 그룹인 아이즐리 브라더스의 노래 "That Lady"를 샘플링하였다. 이 노래는 제57회 그래미상 베스트 랩 퍼포먼스, 베스트 랩 송 2개의 부분에서 수상을 하게 된다. 빌보드 핫 100 차트에서는 39위까지 기록하게 된다.

## 배경
"i"는 같은 음반의 수록곡인 "Institutionalized"에서도 작업한 로스앤젤레스의 프로듀서인 Rahki가 프로듀싱하였다. 앨범 버전과 싱글 버전의 "i"는 상당히 다른 면이 보이지만, 두 곡 모두 아이즐리 브라더스의 노래인 "That Lady"의 샘플링이 들어있다.
싱글 커버에는 미국의 유명한 갱이자 대립 관계로 잘 알려진 블러즈와 크립스 멤버가 손으로 하트 모양을 만드는 모습을 찍은 사진을 썼다.

## 곡 목록
- Digital download[1]

1. "i" – 3:51

## 뮤직비디오
뮤직비디오는 2014년 11월 4일 VEVO를 통해 유튜브에서 공개되었다.

## 차트
| Chart (2014)                     | 최고 순위 |
| -------------------------------- | --------- |
| 오스트레일리아 (ARIA)            | 48        |
| 벨기에 (울트라팁 플랑드르)       | 22        |
| 벨기에 어반 (울트라탑 플랑드르)  | 24        |
| 캐나다 (캐나디안 핫 100)         | 61        |
| 덴마크 (트랙리슨)                | 36        |
| 프랑스 (SNEP)                    | 68        |
| 네덜란드 (싱글 톱 100)           | 82        |
| 뉴질랜드 (레코드 뮤직 NZ)        | 31        |
| 스코틀랜드 (오피셜 차트 컴퍼니)  | 20        |
| 영국 싱글 (오피셜 차트 컴퍼니)   | 20        |
| 영국 알앤비 (오피셜 차트 컴퍼니) | 3         |
| 미국 빌보드 핫 100               | 39        |
| 미국 핫 알앤비/힙합 송 (빌보드)  | 11        |
| 미국 팝 송 (빌보드)              | 31        |
| 미국 리드믹 (빌보드)             | 5         |